# Campionati europei di salto ostacoli 1971
I Campionati europei di salto ostacoli 1971 si sono svolti ad Aquisgrana, in Germania Ovest. 

## Podi
| Evento           | Oro              | Argento      | Bronzo     |
| Gara individuale | Hartwig Steenken | Harvey Smith | Paul Weier |

## Medagliere
| Posiz. | Nazione        | Oro | Argento | Bronzo | Totale |
| ------ | -------------- | --- | ------- | ------ | ------ |
| 1      | Germania Ovest | 1   | 0       | 0      | 1      |
| 2      | Regno Unito    | 0   | 1       | 0      | 1      |
| 3      | Svizzera       | 0   | 0       | 1      | 1      |
| Totale | Totale         | 1   | 1       | 1      | 3      |